# Carolina Cristina de Saxe-Eisenach
Carolina Cristina de Saxe-Eisenach (15 de abril de 1699 - 25 de julho de 1743) foi uma princesa de Saxe-Eisenach por nascimento e duquesa de Hesse-Philippsthal por casamento.

## Família
Carolina Cristina era a segunda filha do segundo casamento de João Guilherme III, Duque de Saxe-Eisenach com a princesa Cristina Juliana de Baden-Durlach. De entre os seus sete irmãos directos, apenas uma, a sua irmã mais velha, a princesa Joaneta Antónia de Saxe-Eisenach chegou à idade adulta e casou-se com João Adolfo II, Duque de Saxe-Weissenfels. Tinha também um meio-irmão do primeiro casamento do pai com a princesa Amália de Nassau-Dietz, Guilherme Henrique, Duque de Saxe-Eisenach. Após a morte da sua mãe, o seu pai casou-se mais duas vezes, primeiro com a princesa Madalena Sibila de Saxe-Weissenfels, de quem teve mais três filhos, e, por último, com a princesa Maria Cristina de Leiningen-Dagsburg-Falkenburg-Heidesheim, de quem não teve descendentes. Destes dois casamentos, apenas uma irmã, a princesa Cristiana Guilhermina de Saxe-Eisenach, chegou à idade adulta e casou-se com Carlos, Príncipe de Nassau-Usingen.

## Casamento e descendência
Carolina Cristina casou-se a 24 de Novembro de 1725, em Eisenach, com Carlos I, Conde de Hesse-Philippsthal. Juntos, tiveram cinco filhos:
1. Guilherme, Conde de Hesse-Philippsthal (29 de Agosto de 1726 - 8 de Agosto de 1810), casado com a princesa Ulrica Leonor de Hesse-Philippsthal-Barchfeld; com descendência.
2. Carolina Amália de Hesse-Philippsthal (16 de Fevereiro de 1728 - 18 de Setembro de 1746), morreu aos dezoito anos de idade.
3. Frederico de Hesse-Philippsthal (12 de Fevereiro de 1729 - 30 de Maio de 1751), morreu aos vinte-e-dois anos de idade.
4. Carlota Amália de Hesse-Philippsthal (11 de Agosto de 1730 - 7 de Setembro de 1801), casada com António Ulrico, Duque de Saxe-Meiningen; com descendência.
5. Filipina de Hesse-Philippsthal (24 de Setembro de 1731 - 11 de Janeiro de 1762), morreu aos trinta anos de idade; nunca se casou nem teve descentes.

## Morte
Carolina Cristina morreu em Philippsthal, a 25 de Julho de 1743, aos quarenta-e-quatro anos de idade. Quando morreu, todos os seus cinco filhos ainda estavam vivos, mas três deles acabariam por morrer novos, em 1746, 1751 e 1762 correspondentemente. O seu marido viveu mais vinte-e-sete anos do que ela, mas nunca se voltou a casar.

## Genealogia
| Carolina Cristina de Saxe-Eisenach | Pai: João Guilherme III, Duque de Saxe-Eisenach | Avô paterno: João Jorge I, Duque de Saxe-Eisenach | Bisavô paterno: Guilherme, Duque de Saxe-Weimar                          |
| Carolina Cristina de Saxe-Eisenach | Pai: João Guilherme III, Duque de Saxe-Eisenach | Avô paterno: João Jorge I, Duque de Saxe-Eisenach | Bisavó paterna: Leonor Doroteia de Anhalt-Dessau                         |
| Carolina Cristina de Saxe-Eisenach | Pai: João Guilherme III, Duque de Saxe-Eisenach | Avó paterna: Joaneta de Sayn-Wittgenstein         | Bisavô paterno: Ernesto, Conde de Sayn-Wittgenstein-Sayn                 |
| Carolina Cristina de Saxe-Eisenach | Pai: João Guilherme III, Duque de Saxe-Eisenach | Avó paterna: Joaneta de Sayn-Wittgenstein         | Bisavó paterna: Luísa Juliana de Erbach                                  |
| Carolina Cristina de Saxe-Eisenach | Mãe: Cristina Juliana de Baden-Durlach          | Avô materno: Carlos Gustavo de Baden-Durlach      | Bisavô materno: Frederico VI, Marquês de Baden-Durlach                   |
| Carolina Cristina de Saxe-Eisenach | Mãe: Cristina Juliana de Baden-Durlach          | Avô materno: Carlos Gustavo de Baden-Durlach      | Bisavó materna: Cristina Madalena de Zweibrücken-Kleeburg                |
| Carolina Cristina de Saxe-Eisenach | Mãe: Cristina Juliana de Baden-Durlach          | Avó materna: Ana Sofia de Brunsvique-Volfembutel  | Bisavô materno: António Ulrich, Duque de Brunsvique-Luneburgo            |
| Carolina Cristina de Saxe-Eisenach | Mãe: Cristina Juliana de Baden-Durlach          | Avó materna: Ana Sofia de Brunsvique-Volfembutel  | Bisavó materna: Isabel Juliana de Schleswig-Holstein-Sønderburg-Nordborg |